# Brooklyn Follies
Brooklyn Follies (titre original : The Brooklyn Follies) est un roman de Paul Auster publié initialement en mai 2005 au Danemark, puis en septembre 2005 en France pour Actes Sud dans une traduction de Christine Le Bœuf ainsi qu'en Serbie (chez l'éditeur Geopoetika à Belgrade), puis aux États-Unis le 27 décembre 2005.

## Résumé
Nathan Glass a une soixantaine d'années et décide de retourner vivre à Brooklyn après que sa femme l'a quitté. Il est en rémission à la suite d'un cancer des poumons et cherche « un endroit calme pour mourir ». A Brooklyn, il retrouve son neveu, Tom, qu'il n'avait pas vu depuis plusieurs années. Tom n'a plus espoir en la vie et s'est résigné à enchaîner des emplois sans grand intérêt en espérant qu'un jour sa vie change. Nathan et Tom se nouent d'amitié, s'entretenant tous deux dans leur propre misère et s'écartant volontairement de la vie.
Un jour, Lucy apparaît. Il s'agit de la jeune nièce de Tom qui refuse dans un premier temps de parler. Elle s'impose dans la vie de Tom et Nathan et établit un pont entre leur passé et leur futur.

## Analyse
Ce roman reprend à peu près tous les thèmes qui lui sont chers, à savoir sa ville de New York et plus particulièrement le borough où vit l'écrivain, Brooklyn, mais aussi les concours de circonstance, la famille, la disparition des proches, le délitement financier, le monde des livres, etc. Ici encore le héros cherche à rassembler certains morceaux qui  sont nécessaires à son existence : reconquérir l'amour de sa fille, aider son neveu favori à réussir dans son désir de retrouver sa sœur et d'aider son patron à garder à flot une librairie spécialisée. Le tourbillon vers lequel nous entraîne Paul Auster dans ce roman n'est pas sans rappeler Smoke et Brooklyn Boogie, mais dans une version un peu plus familiale, un peu plus intimiste.
Comme dans bon nombre de ses écrits tels que Le Voyage d'Anna Blume ou encore la Trilogie new-yorkaise, la ville est omniprésente et s'avère être un personnage à part entière.
Brooklyn Follies est un hommage à New York à l'aube des attentats du 11 septembre 2001.

## Recueil
- L'album 2005 par le groupe australien Powderfinger appelé Dream Days at the Hotel Existence ("Jours de rêve à l'Hôtel Existence") prend son titre de Brooklyn Follies.
- L'un des personnages du roman tente de contrefaire un manuscrit du roman "The Scarlet Letter" par Nathaniel Hawthorne.
- Le pianiste de jazz espagnol Iñaki Sandoval a écrit une chanson intitulée Hotel Existence ("l'Hôtel Existence") dans son album "Usaquen" (AYVA Musique, 2008), inspirée par le roman.